# Alfred Kantorowicz
Pour les articles homonymes, voir Kantorowicz.
Alfred Kantorowicz, né le 12 août 1899 à Berlin et mort le 27 mars 1979 à Hambourg, est un écrivain et essayiste allemand. 

## Biographie

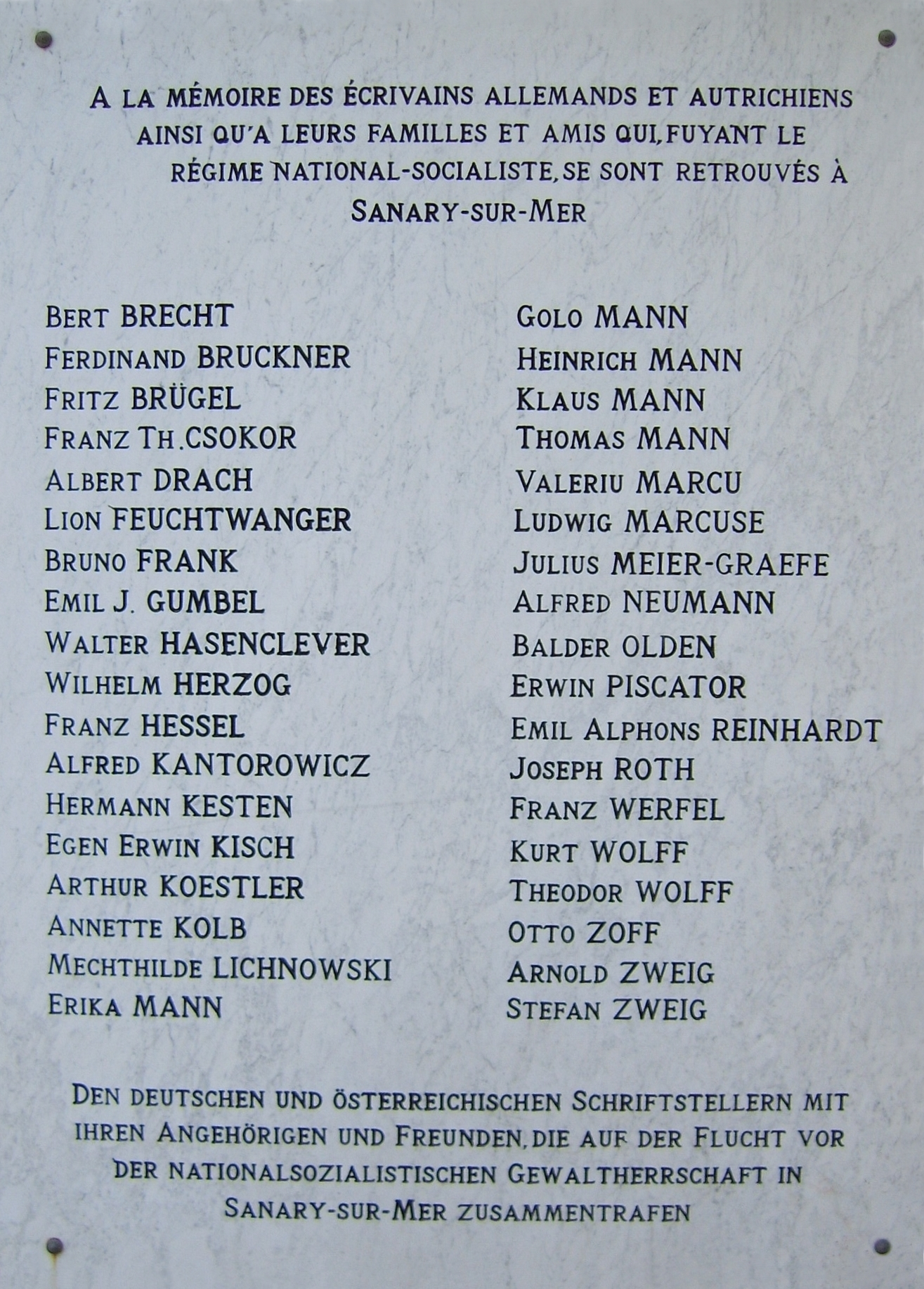
Alfred Kantorowicz trouva refuge à Sanary-sur-Mer.

Alfred Kantorowicz est issu d'une famille de la grande bourgeoisie juive berlinoise. En 1917, il participe aux combats de la Première Guerre mondiale comme engagé volontaire. 
En 1923, il termine des études de droit et travaille l'année suivante dans la presse. Il fréquente Bertolt Brecht, Ernst Bloch, Lion Feuchtwanger, Oskar Maria Graf. En 1931, il adhère au KPD. 
En 1933, ses livres sont interdits de publication par les nazis. Il quitte l'Allemagne pour la France, combat dans les brigades internationales en Espagne, revient en France. Là, il est interné comme les autres réfugiés allemands à la déclaration de guerre, mais parvient en 1941 à partir pour New York. Pendant l'exil, il participe à des organisations anti-nazies. 
Revenu à Berlin-Est, après la guerre, il enseigne la littérature allemande à la Humboldt-Universität, avant de passer à l'Ouest en 1957.

## Études littéraires
Pendant l'exil en France, Kantorowicz crée une bibliothèque des livres brûlés par les nazis, la Deutsche Freiheitsbibliothek (« Bibliothèque allemande de la liberté »). Il est proche de Heinrich Mann. Professeur à l'université Humboldt de Berlin, il publie une édition complète des œuvres de ce dernier de 1951 à 1956. Il consacre également à l'écrivain plusieurs monographies.

## Ouvrages
- 1936, In unserem Lager ist Deutschland, essai
- 1947, Deutsche Schicksale, portraits
- 1948, Spanisches Tagebuch, autobiographie
- 1971, Exil im Frankreich, autobiographie